# James R. Reddell
James R. Reddell est un arachnologiste et herpétologiste américain.
Il est curator des arthropodes au Texas Memorial Museum à l'Université du Texas à Austin. Il est un spécialiste des arthropodes souterrains.

## Taxons nommés en son honneur
- Texella reddelli (Goodnight & Goodnight, 1967)
- Typhlochactas reddelli Mitchell, 1968
- Pseudouroctonus reddelli (Gertsch & Soleglad, 1972)
- Apocheiridium reddelli Muchmore, 1992
- Reddellzomus Armas, 2002

## Quelques taxons décrits
- Adisomus duckei
- Afrozomus machadoi
- Clavizomus claviger
- Cubazomus
- Eurycea tridentifera
- Hansenochrus
- Javazomus oculatus
- Luisarmasius
- Mayazomus
- Neoleptoneta paraconcinna
- Neozomus tikaderi
- Oculozomus biocellatus
- Orientzomus ralik
- Pacal
- Rowlandius
- Sotanostenochrus
- Stewartpeckius troglobius
- Surazomus
- Tayos ashmolei
- Zomus bagnallii

Reddell  est l’abréviation habituelle de James R. Reddell en zoologie.

Consulter la liste des abréviations d'auteur en zoologie ou la liste des taxons zoologiques assignés à cet auteur par ZooBank